# هارولد لانغ (لاعب كريكت)
هارولد لانغ (23 أغسطس 1905 - 23 أبريل 1991) (بالإنجليزية: Harold Lang)‏ هو لاعب كريكت أسترالي.

## وصلات خارجية
- هارولد لانغ على موقع إي آس بي آن كريك إنفو (الإنجليزية)